# Pothyne sinensis
Pothyne sinensis är en skalbaggsart som beskrevs av Maurice Pic 1927. Pothyne sinensis ingår i släktet Pothyne och familjen långhorningar. Inga underarter finns listade i Catalogue of Life.